# Ilyoplax tansuiensis
Ilyoplax tansuiensis is een krabbensoort uit de familie van de Dotillidae. De wetenschappelijke naam van de soort is voor het eerst geldig gepubliceerd in 1939 door Sakai.